# هیسار
هیسار (به لاتین: Hisar) یک منطقهٔ مسکونی در بلغارستان است که در شهرستان کروموفگراد واقع شده‌است.